# موراویای بزرگ
موراویای بزرگ (لاتین: regnum Marahensium, (به یونانی: Μεγάλη Μοραβία)، چکی: Velká Morava, اسلواکی: Veľká Morava, لهستانی: Wielka Morawia) نخستین دولت بزرگ عمدتاً اسلاو بود که در اروپای مرکزی شکل گرفت. قلمرو اصلی حوالی رودخانه موراوا بود که نام این حکومت از آن گرفته شده‌است.
حدود و موقعیت موراویای بزرگ مورد بحث است. برخی نظریه‌ها مرکز آن را در جنوب رود دانوب (صربستان کنونی) یا در دشت‌های مجارستان در نظر گرفته‌اند. هم‌چنین تاریخ دقیق تأسیس دولت موراویا مشخص نیست، ولی احتمالاً در دههٔ ۸۳۰ میلادی به دست شاهزاده مویمیر یکم، که نخستین حاکم شناخته شدهٔ موراویایی بود، انجام شده‌است. مویمیر و جانشینش روستیسلاو که از ۸۴۶ تا ۸۷۰ میلادی حکومت کرد، ابتدا در قیمومیت حاکمان کارولنژی بودند؛ ولی نبرد آن‌ها برای استقلال، مجموعه‌ای از درگیری‌ها با فرانک خاوری را از دههٔ ۸۴۰ میلادی، پدیدآورد.
موراویا در دوران روستیسلاو توسعهٔ فرهنگی قابل توجهی را با ورود مبلغان مسیحی در سال ۸۶۳ میلادی تجربه کرد. روستیسلاو از امپراتور بیزانس درخواست کرد معلمی را برای آموزش ادبیات و ایجاد الفبایی برای موراویای بزرگ بفرستد. برادران کنستانتین و متودیوس الفبای گلاگولیتی را ابداع کردند. الفبای گلاگولیتی توسط کنستانتین (سیریل مقدس) اختراع شده بود و زبانی که برای ترجمه متون مقدس به کار می‌برد بر پایهٔ گویش اسلاوی بومی او و برادرش در سالونیک بود. این زبان که زبان اسلاوی کلیسایی باستان نامیده شد، نیای مستقیم زبان‌های بلغاری و اسلاوی مقدونی بود.
شاه سواتوپلوک یکم دستیاران سیریل و متودیوس را از موراویای بزرگ اخراج کرد. آنان به بلغارستان مهاجرت کردند و مأموریت سیریل و متودیوس را ادامه دادند و جانشینی برای گلاگولیتی ایجاد کردند که الفبای سیریلیک خوانده شد. الفبای سیریلیک و ترجمه‌های متون مقدس در سایر کشورهای اسلاو به‌ویژه در بالکان و روس کیف منتشر شد و مسیر تازه‌ای را در توسعهٔ فرهنگی آن‌ها رسم کرد.
موراویا در دوران سواتوپلوک یکم (از ۸۷۰ تا ۸۹۴ میلادی) به بیشترین حد قلمرو خود رسید. مرزهای حکومت او به درستی مشخص نیست، ولی او علاوه بر موراویا بر نواحی مجاور همانند بوهم، بیشتر اسلواکی و بخش‌هایی از لهستان، مجارستان، اسلوونی و اوکراین سلطه داشت.
تجزیه‌طلبی و درگیری‌های داخلی پس از مرگ سواتوپلوک، باعث اضمحلال موراویا گردید. تاریخ دقیق سقوط این حکومت مشخص نیست اما مارک بلوخ در کتاب جامعه فئودالی معتقد است نهایتاً تهاجم مجارها در سال ۹۰۶ میلادی، حاکمیت موراریا را برای همیشه از میان برد.

## نام
معنی نام مورد بحث بوده‌است. نخستین بار در کتاب کنستانتین هفتم امپراتوری بیزانس در حدود ۹۵۰ به موراویای بزرگ (Μεγάλη Μοραβία یا مگاله موراویا در زبان یونانی) اشاره شده‌است. امپراتور تنها پس از سقوط یک حکومت از واژهٔ مگاله برای اشاره به آن استفاده می‌کرد و احتمالاً باید به جای «بزرگ» به صورت «کهن» ترجمه می‌شد. بر اساس یک نظریهٔ دیگر، مگاله صفتی است که به قلمروهای خارج از امپراتوری بیزانس اشاره می‌کند.
«مواراوا» در زبان چکی و اسلواکی هم به رود و هم به منطقه دلالت می‌کند. از آنجایی که منطقهٔ مورد نظر، پیش از سکونت اسلاوها در اختیار ژرمن‌ها بوده‌است، این نام احتمالاً ریشهٔ ژرمن دارد. مور ممکن است با سایر واژه‌ها هند و اروپایی به معنی آب، رطوبت و دریا مرتبط باشد.
کتاب کنستانتین تنها منبع تقریباً معاصر با موراویا است که از صفت «بزرگ» در مورد موراویا بهره می‌برد. سایر اسناد سدهٔ نهم و دهم میلادی از «قلمرو موراویا»، «قلمرو موراویاییان»، «موراویا» ، «قلمرو اسلاوها»، «قلمرو روستیسلاو» یا «قلمرو سواتوپلوک» استفاده کرده‌اند.

## قلمرو

### دیدگاه سنتی
از نظر بیشتر مورخان، قلمرو اصلی موراویا درهٔ رود موراوا در جمهوری چک و اسلواکی کنونی بوده‌است. یافته‌های باستان‌شناسی از قلعه‌های بزرگ اوایل قرون وسطی و دسته‌های قابل توجه سکونتگاه‌هایی که در پیرامون آن‌ها گسترش یافته‌اند، نشان می‌دهند که مرکز قدرت مهمی در سدهٔ نهم در این ناحیه وجود داشته‌است. منابع اولیه (از جمله ترجمهٔ آلفرد بزرگ از تاریخ جهان ارسیوس که همسایگان موراویا را یاد می‌کند) نیز دیدگاه سنتی را تقویت می‌کنند.

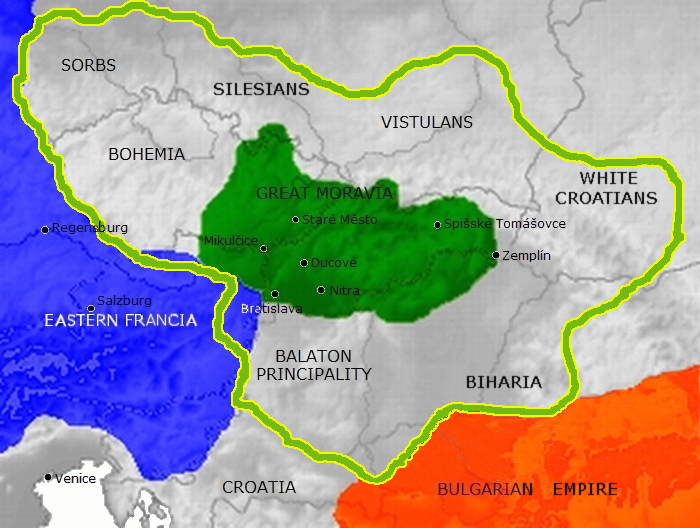
مرزهای قطعی و مورد مناقشهٔ موراویای بزرگ در دورهٔ حکومت سواتوپلوک یکم (حدود. ۸۷۰–۸۹۴)

نبود منابع معاصر دقیق باعث می‌شود که نتوان مرزهای موراویا را به‌دقت تعیین کرد. راهبان نویسندهٔ سالنامهٔ فولدا اطلاع محدودی از جغرافیای ناحیه‌های دور اروپای مرکزی داشتند. سیاست توسعه‌طلبانهٔ حاکمان موراویایی در دههٔ ۸۳۰ نیز باعث تغییر مکرر مرزهای آن‌ها می‌شد.
قلمرو موراویا در زمان سواتوپلوک به بیشترین میزان رسید. لهستان سفلی، پانونیا و سایر نواحی وادار شدند رسماً و برای مدت کوتاهی قیمومیت او را بپذیرند. یافته‌های باستان‌شناسی و منابع مکتوب، دیدگاه سنتی دربارهٔ ضمیمه شدن مناطق بزرگی از پانونیا به موراویا را تأیید نمی‌کنند.

### سایر نظریه‌ها
یک مورخ اسلواک در سال ۱۷۸۴ میلادی دیدگاه سنتی دربارهٔ مکان موراویا را رد کرد و مرکز آن را سیرمیوم (در صربستان کنونی) پیشنهاد داد و اظهار کرد که از مرکز خود به سوی شمال تا موراویا و بوهم توسعه یافته‌است. مشابه این پیشنهاد در دههٔ ۱۸۲۰ نیز مطرح شد. در دههٔ ۱۹۷۰ ایمره بوبا در مقاله‌ای مرکز موراویا را حوالی سیرمیوم نزدیک به رود گریت موراوا دانست. پتر ناگی وجود دو موراویا را پیشنهاد کرد: موراویای بزرگ در جنوب رود موراوا در صربستان کنونی و موراویایی دیگر در شمال رود موراوا در جمهوری چک کنونی. مارتین اگرز پیشنهاد می‌کند که مکان اصلی موراویا در نزدیکی بانات کنونی در تلاقی رودهای تیسزا و مورش است.

## تاریخ

### خاستگاه (پیش از ۸۰۰ میلادی)

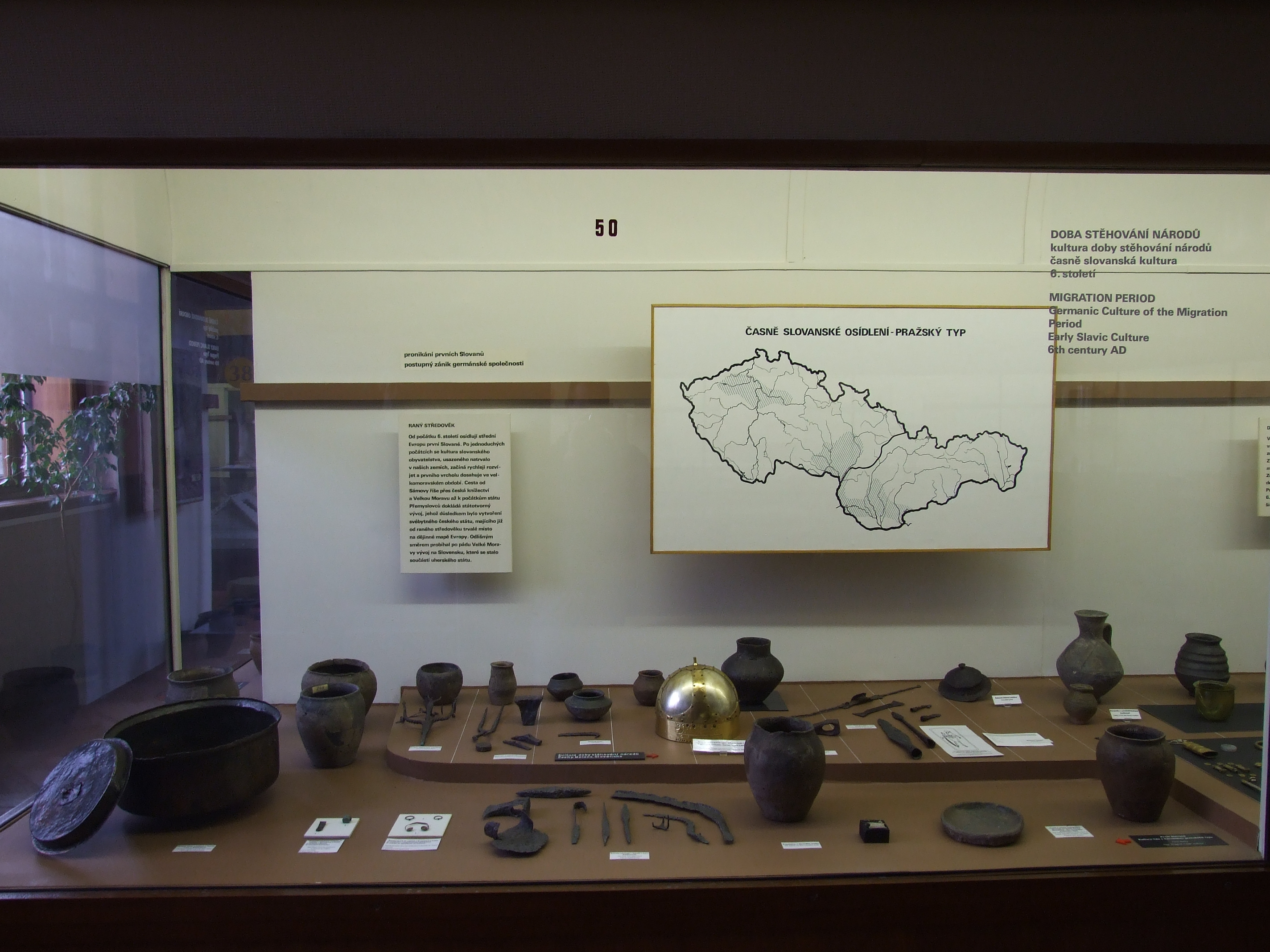
ساخته‌های اسلاوهای نخستین در بوهم، موراویا و اسلواکی از سدهٔ ششم میلادی

احتمالاً نخستین اشاره به قبایل اسلاو ساکن در شمال رود موراوا توسط پروکوپیوس، مورخ بیزانسی انجام شد. او از گروهی از ژرمن‌ها نوشت که هنگام حرکتشان به سوی دانمارک در سال ۵۱۲ از قلمرو همهٔ اسکلاون‌ها گذشتند. آوارهای چادرنشین که از استپ‌های اوراسیا می‌آمدند، پس از سال ۵۶۸ سرزمین‌های بزرگی را در جلگهٔ پانونی تصرف کردند. اسلاوها وادار شدند به آوارها خراج بپردازند و در حملات غارتگرانهٔ آن‌ها به روم شرقی، فرانک و لمبارد شرکت کنند. در دورهٔ متأخر خانات آوار، آنان به سبک زندگی یکجانشینی متمایل شدند و نشانه‌هایی از همزیستی فرهنگی میان آن‌ها و اسلاوهای محلی وجود دارد.
در سده‌های هفتم و هشتم، توسعهٔ اسلاوهای محلی شتاب گرفت. نخستین سکونتگاه‌های مستحکم اسلاوی در اواخر سدهٔ هفتم در موراویای کنونی ساخته شد. احتمالاً از پایان سدهٔ هفتم، گروه تازه‌ای از نخبگان اجتماعی با نام جنگجویان سوارکار در موراویا، اسلواکی و بوهم پدید آمدند. در سدهٔ هشتم، سازمان اجتماعی اسلاوها به رشد خود ادامه داد. تنوع کوزه‌گری وجود دست‌کم سه قبیلهٔ ساکن در ناحیه‌ای وسیع‌تر در شمال رود موراوا را در اوایل سدهٔ نهم نشان می‌دهد. قلعه‌های برپاشده در براتیسلاوا و مکان‌های دیگر در حدود ۸۰۰ میلادی، شاهدی بر توسعهٔ مراکز قدرت محلی در این ناحیه‌ها است.
حملات شارلمانی به آوارها در دهه‌های آخر سدهٔ هشتم، باعث فروپاشی خانات آوار شد. پس از آن، شمشیرها و سایر تجهیزات نظامی فرانک‌ها در سرزمین‌های شمال دانوب میانی محبوبیت یافت.

### توسعهٔ موراویا (حدود ۸۰۰ تا ۸۴۶)

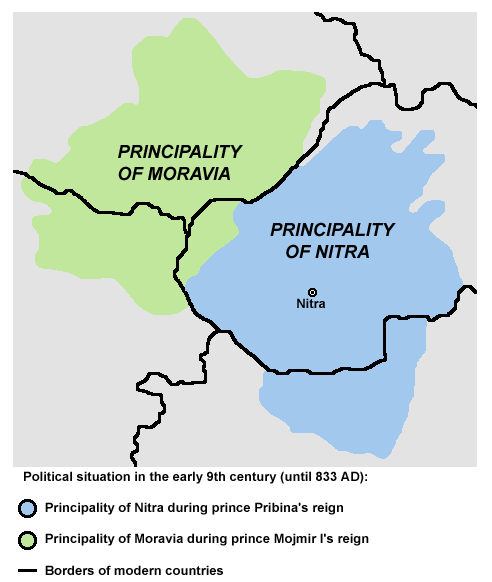
نقشهٔ نشان دهندهٔ نظریهٔ دو شاهزاده‌نشین هم‌زمان (موراویا و نیترا) پیش از دههٔ ۸۳۰

موراویا که نخستین حکومت اسلاوی غربی بود، از اتحاد قبایل اسلاوی ساکن در شمال رود دانوب شکل گرفت؛ هرچند که شکل‌گیری آن به‌ندرت توسط منابع هم‌دوره ذکر شده‌است. به گفتهٔ بارفورد باستان‌شناس، نخستین گزارش دربارهٔ وجود دولت موراویا در سال ۸۱۱ ثبت شده‌است. بنا بر سالنامهٔ پادشاهی فرانک، در پاییز آن سال، حاکمان آوار و «رهبران اسلاوهای ساکن در امتداد دانوب» از دربار امپراتور لویی پارسا در آخن بازدید کردند. هم‌چنین نخستین یادکرد قطعی موراویاییان به سال ۸۲۲ بازمی‌گردد که طبق آن، «در مجلسی که در فرانکفورت برگزار شده‌بود، امپراتور سفیران و هدایای همهٔ اسلاوهای شرقی شامل ابودریت‌ها، سوربیان، ویلزی‌ها، بوهمیان، موراویاییان و از آوارهای ساکن پانونیا را دریافت کرد».
در «تغییر دین باواریایی‌ها و کارانتانیایی‌ها» که در سال ۸۷۰ در سالزبورگ نوشته شد، برای نخستین بار به یک حاکم موراویایی اشاره شده‌است. طبق این کتاب، مویمیر «دوک موراویایی‌ها» پریبینا را از نیترا بیرون کرد. کتاب دیگری که مردم ساکن در مرز شرقی فرانک خاوری را فهرست می‌کند، بیان می‌کند که مارهاری ۱۱ قلعه یا شهرستان دارد و میان باواریا و بلغار قرار گرفته‌است. هم‌چنین بر اساس این سند، مرهانی ۳۰ قلعه دارد. به اعتقاد هاولیک، این سند توسط چند نویسنده در سال‌های مختلف نوشته شده‌است و مارهاری و مرهانی هر دو به موراویا اشاره می‌کنند؛ ارجاع به مارهاری مربوط به سال‌های ۸۱۷ تا ۸۴۳ و ارجاع به مرهانی مربوط به دوران حکومت سواتوپلوک یکم است. از سوی دیگر، اشتاین‌هوبل، ترشتیک و ولاستو مرهانی را همان شاهزاده‌نشین نیترا می‌دانند. دیدگاه سوم مربوط به پوسپوکی-ناگی و سنگا است که مرهانی موجود در جنوب دشت مجارستان تا شمال دانوب را یک موراویای دیگر می‌دانند.
بر پایهٔ منبعی از سدهٔ سیزدهم، اسقفی از پاسائو همهٔ موراویاییان را در سال ۸۳۱ غسل تعمید داد. مویمیر نیز در همین زمان یا پیش از آن به مسیحیت گرویده بود. بر پایهٔ سالنامهٔ فولدا، لوئی ژرمن شاه فرانک خاوری در اوت ۸۴۶ میلادی به موراویا لشکرکشی کرد. دلیل او، مقابله با اسلاوهای موراویایی بود که برای ارتداد نقشه می‌کشیدند. ولاستو اعتقاد دارد که لوئی از منازعات داخلی پس از مرگ مویمیر بهره برد، ولی از نظر کیرشباوم، مویمیر طی لشکرکشی دستگیر و خلع شد. در هر صورت، شکی نیست که لوئی ژرمن در این لشکرکشی، روستیسلاو را به عنوان دوک جدید موراویا انتخاب کرد.

### نبردهای استقلال (۸۴۶ تا ۸۷۰)

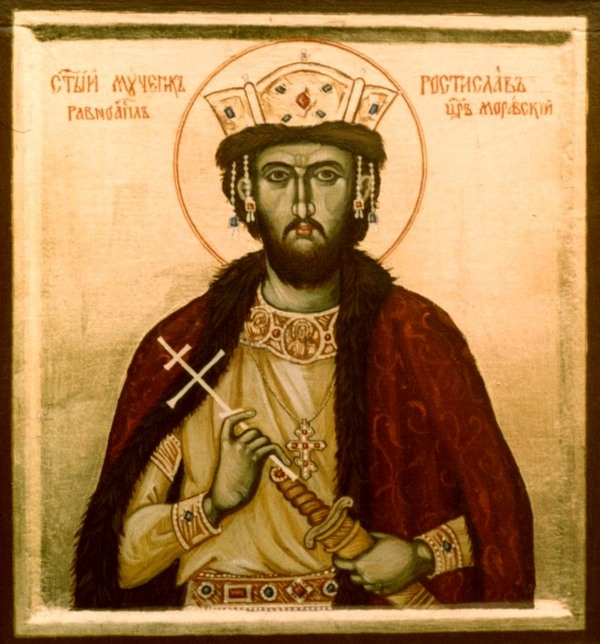
تصویر روستیسلاو به عنوان قدیس ارتدکس

روستیسلاو در ابتدا زعامت لوئی ژرمن را پذیرفت تا موقعیت خود را در موراویا تحکیم کند و مرزهای قلمرو خود را گسترش دهد. سپس از فرانک خاوری روی برگرداند و از شورش راتپوت، فرماندار معزول مرزنشین پانونیا در سال ۸۵۳ حمایت کرد. حاکم فرانک نیز در سال ۸۵۵ برای انتقام به موراویا حمله کرد. بر پایهٔ سالنامهٔ فولدا موراویایی‌ها «با استحکامات قدرتمندی محافظت می‌شدند» و فرانک‌ها بدون شکست دادن آن‌ها عقب‌نشینی کردند. البته نبرد تا سال ۸۵۹ که پیمان صلحی منعقد شد، ادامه داشت. درگیری‌ها میان موراویا و فرانک خاوری ادامه داشت. برای نمونه، روستیسلاو از شورش سال ۸۶۱ کارلمان پسر لوئی ژرمن، بر ضد پدرش حمایت کرد. به نظر می‌رسد که نخستین حملات ثبت شدهٔ مردم مجار در اروپای مرکزی در سال ۸۶۲ به همین رویداد مرتبط باشد.
روستیسلاو تمایل داشت نفوذ کشیشان فرانکی در قلمرو خود را که در جهت منافع فرانک خاوری فعالیت می‌کردند، کاهش دهد. او نخست نمایندگانی را در سال ۸۶۱ به محضر پاپ نیکلاس فرستاد و درخواست کرد مبلغانی را به موراویا بفرستد که به زبان اسلاو تسلط داشته باشند. پس از آن که پاسخی از رم دریافت نکرد، همین درخواست را از میخائیل سوم امپراتور بیزانس تکرار کرد. هدف دیگر او از برقراری رابطه با قسطنطنیه، مقابله با اتحاد ضد موراویایی میان فرانک‌ها و بلغارها بود. امپراتور بیزانس، در سال ۸۶۳ دو برادر به نام‌های کنستانتین و متودیوس را که اسلاوی را به گویش ناحیهٔ سالونیک سخن می‌گفتند، به موراویا فرستاد. کنستانتین نخستین الفبای اسلاوی را توسعه داد و انجیل را به زبان اسلاوی کلیسایی باستان ترجمه کرد.
برادران بیزانسی در سال ۸۶۷ وارد رم شدند. پاپ آدریان دوم به ترجمه‌های آن‌ها از کتاب‌های عبادی جواز داد و شش نفر از شاگردان آنان را به مقام کشیش رساند. پاپ موافقت خود با استفاده از زبان بومی در کتاب‌های دینی در نامه‌ای در سال ۸۶۹ به سه حاکم محلی (روستیسلاو، سواتوپلوک و کوتسل حاکم پانونیای سفلی) اطلاع داد. متودیوس در سال ۸۶۹ توسط پاپ به سوی سه حاکم فرستاده شد، ولی تنها کوتسل را ملاقات کرد و توسط او دوباره به درگاه پاپ فرستاده شد. پاپ او را با عنوان مطران سیرمیوم به مقام اسقف اعظم رساند. سواتوپلوک در آن زمان، حاکم شاهزاده‌نشین نیترا و تحت امر روستیسلاو بود. نیروهای فرانکی در اوت ۸۶۹ به قلمرو روستیسلاو و سواتوپلوک حمله کردند. طبق سالنامهٔ فولدا آنان بسیاری از دژها را خراب کردند و نیروهای موراویایی را شکست دادند؛ ولی پس از آن که نتوانستند قلعهٔ اصلی روستیسلاو را تصرف کنند، عقب نشستند.

### حکومت سواتوپلوک (۸۷۰ تا ۸۹۴)

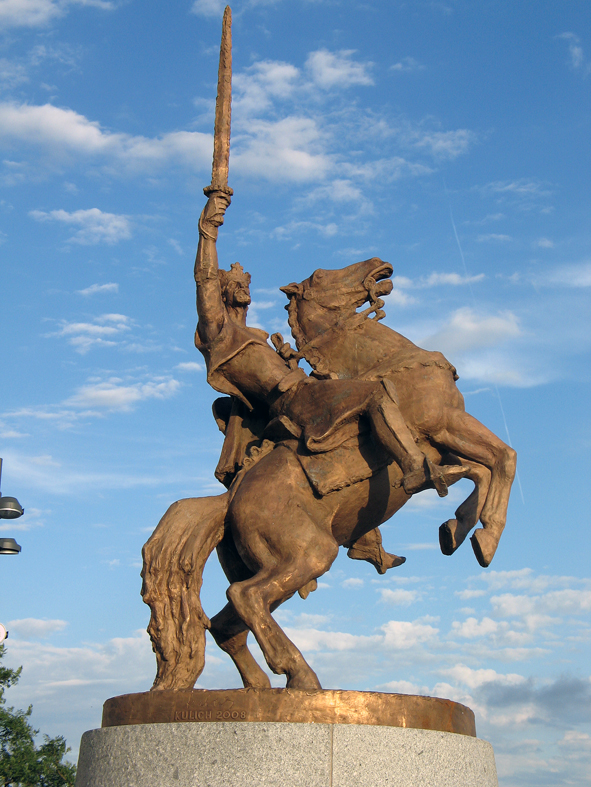
مجسمه سواتوپلوک یکم در قلعهٔ براتیسلاوای اسلواکی

سواتوپلوک در سال ۸۷۰ با فرانک‌ها متحد شد و به آن‌ها کمک کرد که روستیسلاو را به زیر کشند. کارلمان قلمرو روستیسلاو را ضمیمهٔ سرزمین خود کرد و دو لرد فرانکی را برای ادارهٔ آن فرستاد. سربازان او در پایان سال، متودیوس را در هنگام بازگشتش از رم به موراویا دستگیر کردند. سواتوپلوک که پس از سقوط عمویش، به حکومت در سرزمین خود ادامه می‌داد، در سال ۸۷۱ متهم به خیانت شد و به فرمان لوئی ژرمن توسط کارلمان دستگیر شد. موراویایی‌ها بر ضد دو حاکم فرانکی شورش کردند و یکی از خویشاوندان سواتوپلوک با عنوان دوک اسلاوومیر را انتخاب کردند. سواتوپلوک به موراویا بازگشت، رهبری شورشیان را به عهده گرفت و فرانک‌ها را از موراویا بیرون کرد. لوئی ژرمن در سال ۸۷۲ نیروهای خود را به موراویا فرستاد. آنان حومهٔ شهر را غارت کردند؛ ولی نتوانستند دژ کاملاً مستحکمی که سواتوپلوک به آن پناه برده‌بود را تصرف کنند. سواتوپلوک لشکری را جمع‌آوری کرد و گروهی از نیروهای امپراتوری را شکست داد تا فرانک‌ها وادار به عقب‌نشینی شوند. پس از آن، سواتوپلوک مذاکراتی را با لوئی آغاز کرد که نتیجهٔ آن امضای پیمان صلح در مهٔ ۸۷۴ در فرشهایم بود.
در این میان، متودیوس که در سال ۸۷۳ به درخواست پاپ ژان هشتم آزاد شده‌بود، به موراویا بازگشت. به گفتهٔ متودیوس، سواتوپلوک و همهٔ موراویاییان «تصمیم گرفتند همهٔ کلیساها و روحانیون در همهٔ شهرها را به متودیوس واگذار کنند». متودیوس کار ترجمه را که در زمان زندگی برادرش آغاز شده‌بود، ادامه داد. کشیشان فرانکی موراویا با ترجمهٔ کتاب‌های مقدس به زبان اسلاوی مخالفت کردند و متودیوس را به ارتداد متهم کردند. با این وجود که مقام پاپی ارتدکس بودن متودیوس را رد نکرد، پاپ در سال ۸۸۰ به درخواست سواتوپلوک که مراسم لاتینی را ترجیح می‌داد، مخالف اصلی او ویچینگ را به مقام اسقف نیترا منصوب کرد.
پاپ ژان در ژوئن ۸۸۰ فرمان پاپی را به درخواست متودیوس برای سواتوپلوک صادر کرد و در آن، حفاظت پاپی را برای حاکم موراویا و مقامات آن اعطا کرد. در این فرمان، موقعیت متودیوس به عنوان رئیس کلیسای موراویا تأیید شد و زبان اسلاوی کلیسایی باستان به عنوان چهارمین زبان مقدس پس از زبان‌های لاتین، یونانی و عبری به رسمیت شناخته شد.
طی جنگ داخلی میان دو گروه نجیب‌زادگان محلی در مرزنشین پانونیا بین سال‌های ۸۸۲ تا ۸۸۴، سواتوپلوک «نیروهایی را از همهٔ سرزمین‌های اسلاونشین جمع‌آوری کرد» و به پانونیا حمله برد. پس از آن، طی ملاقات با امپراتور شارل فربه در تولن باواریا در سال ۸۸۴، سواتوپلوک خراجگزار امپراتور شد و «سوگند وفاداری به او ابراز کرد» و تعهد داد که هرگز به قلمرو امپراتور حمله نکند.
اسقف اعظم متودیوس در ۶ آوریل ۸۸۵ درگذشت. مخالفان متودیوس به رهبری ویچینگ (اسقف نیترا) از این رخداد بهره بردند و پاپ استفان پنجم را بر آن داشتند که طی فرمانی، به‌کارگیری زبان اسلاوی کلیسایی باستان در امور دینی را محدود کند. ویچینگ در سال ۸۸۶ سواتوپلوک را نیز متقاعد کرد که شاگردان متودیوس را از موراویا اخراج کند. این کار باعث زیان به ادبیات و فرهنگ اسلاوهای اروپای مرکزی شد. در فرمان پاپی، پیشنهاد شد که سواتوپلوک از پایان سال ۸۸۵، به عنوان شاه تاج‌گذاری کند. سالنامه‌های فرانک نیز در بیان رویدادهای این دوره، از سواتوپلوک با عنوان شاه یاد می‌کردند.
در سال‌های پایانی حکومت سواتوپلوک، موراویا به بیشترین وسعت خود رسید. احتمال دارد که او در سال‌های آغازین دههٔ ۸۹۰ سیلزی و لوسیتس را نیز تصرف کرده باشد. طبق سالنامهٔ فولدا آرنولف در سال ۸۹۲ پیشنهاد یک ملاقات با سواتوپلوک را داد، ولی او مخالفت کرد. آرنولف نیز به موراویا حمله کرد، ولی نتوانست سواتوپلوک را شکست دهد.

### زوال و سقوط (۸۹۴ تا پیش از ۹۰۷)

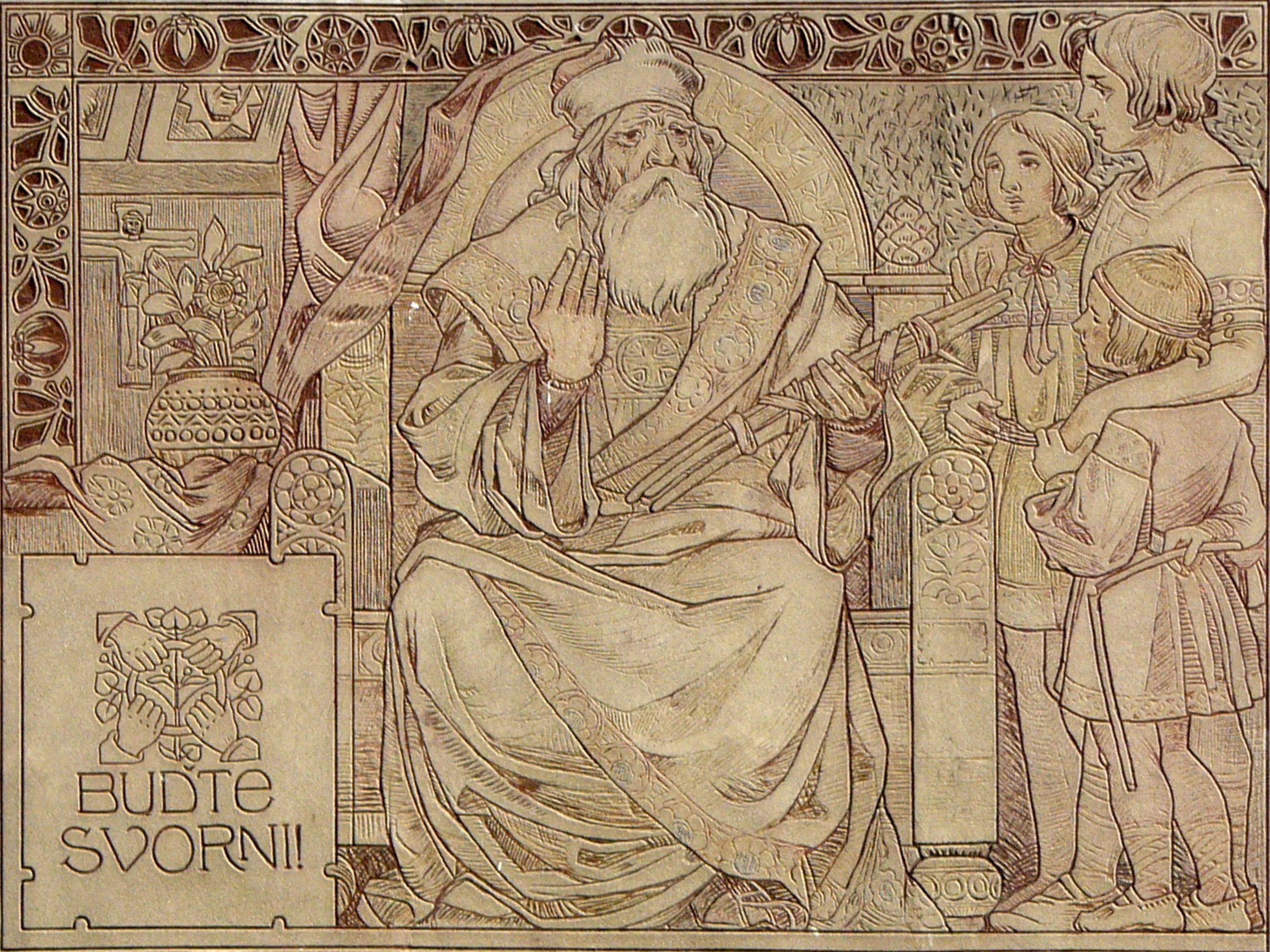
سواتوپلوک یکم با سه ترکه و سه پسرش - مویمیر دوم، سواتوپلوک دوم و پردسلاو.

سواتوپلوک در تابستان ۸۹۴ درگذشت و پسرش مویمیر دوم جانشین او شد؛ ولی امپراتوری او در مدت کوتاهی از هم پاشید؛ زیرا قبایلی که وادار به اطاعت از سواتوپلوک شده‌بودند، آغاز به رهایی از سلطهٔ موراویا کردند. برای نمونه، در ژوئن ۸۹۵ دوک‌های بوهم زعامت شاه آرنولف را پذیرفتند و حملات دوسالهٔ مویمیر دوم برای برگرداندن سلطهٔ خود بر آن‌ها ناموفق بود. از سوی دیگر مویمیر با ترغیب پاپ ژان نهم به فرستادن نماینده‌های خود به موراویا در سال ۸۹۸، در بازیابی ساختار کلیسای موراویا موفق بود. نمایندگان در مدتی کوتاه، یک اسقف اعظم و سه اسقف دستیار او را در موراویا منصوب کردند.
درگیری‌های میان مویمیر دوم و بردارش سواتوپلوک دوم، بهانه‌ای به دست آرنولف داد تا نیروهای خود را در سال‌های ۸۹۸ و ۸۹۹ به موراویا ارسال کند. طبق سالنامهٔ فولدا در سال ۸۹۹ نیروهای باواریایی مویمیر دوم و مردانش را از سیاهچال شهر نجات دادند. به گفتهٔ بارتل، باواریایی‌ها دژ نیترا را نیز نابود کردند.
به گفتهٔ نزدیک‌ترین منابع، مجارها نقش اساسی در سقوط موراویا داشتند. مجارها پس از شکست از اتحاد بلغارها و پچنگ‌ها در غرب استپ‌های پونتی در سال ۸۹۵، حملهٔ خود به جلگهٔ پانونی را آغاز کردند. نامه‌ای مربوط به حدود سال ۹۰۰، نشان می‌دهد که باواریایی‌ها و موراویایی‌ها یکدیگر را به تشکیل اتحاد با مجارها متهم می‌کنند. به گفتهٔ لیودپراند، مجارها در مراسم تاج‌گذاری لویی بچه (پسر آرنولف) در سال ۹۰۰، «سرزمین موراویاییان را که آرنولف به کمک مجارها رام کرده‌بود، برای خود درخواست کردند». مویمیر دوم که با تهدید حملات بعدی مجارها روبرو بود، در سال ۹۰۱ پیمان صلحی با لویی بچه منعقد کرد.
در نبود شواهد مستند، نمی‌توان سال از میان رفتن موراویا را به دقت تعیین کرد. برای نمونه، به گفتهٔ رونا-تاس مجارها در سال ۹۰۲ موراویا را اشغال کردند. ویکتور اسپینل این رویداد را در سال ۹۰۳ یا ۹۰۴ و اسپیز آن را در سال ۹۰۷ می‌دانند. مارک بلوخ نیز معتقد است تهاجم مجارها در سال ۹۰۶ میلادی، حاکمیت موراریا را برای همیشه از میان برد.  سندی که در سال‌های ۹۰۳ تا ۹۰۶ صادر شده‌است، کماکان از بازارهای موراویا نام می‌برد که نشان از وجود احتمالی موراویا در آن زمان است. بدون شک در نبرد پرسبورگ در سال ۹۰۷ که مجارها نیروهای باواریا را شکست دادند، اثری از نیروهای موراویا نبود.

## دولت و جامعه

### ساختار مسکونی
سکونتگاه‌های محصور محافظت‌شده هستهٔ ساختار مسکونی موراویای بزرگ بودند. این سکونتگاه‌ها توسط اسلاوهای محلی در ارتفاعات و زمین‌های مسطح ساخته شدند. می‌توان سکونتگاه‌های موراویایی را به چهار دسته تقسیم کرد: مهم‌ترین آن‌ها مکان‌هایی با عملکرد مرکزی مانند نیترا بودند که شامل چند قلعه و سکونتگاه بودند. افزون بر مراکز اصلی، پایگاه‌های اداری محلی، دژهایی که عملکرد اصلی آن‌ها نگهبانی و دفاع بود و نیز پناهگاه‌هایی برای زمان خطر وجود داشتند.